# Картина мира

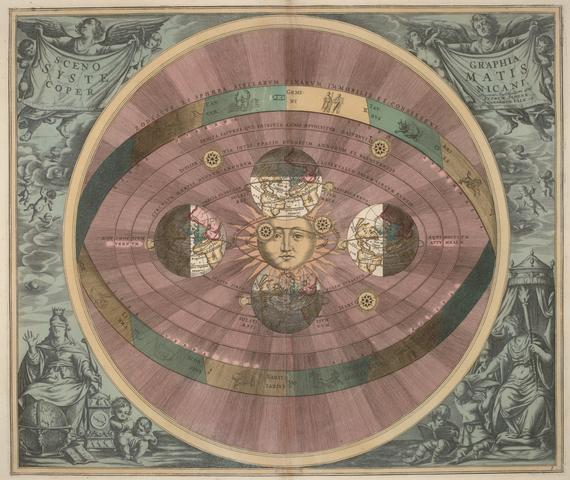
Гелиоцентрическая картина мира

Карти́на ми́ра — совокупность основанных на мироощущении, мировосприятии, миропонимании и мировоззрении, целостных и систематизированных представлений, знаний и мнений человеческих общностей и отдельного человека (мыслящего субъекта) о мире (Земле) и мироздании (Вселенной, Мультивселенной), а также о познавательных и творческих возможностях, смысле жизни и месте человека в нём. В любой картине мира преобладающими являются те идеи (обыденного, религиозного, философского, научного и эстетического сознания), которые соответствуют ценностным представлениям и смыслу жизни отдельного человека. Так известный немецкий философ Карл Ясперс под картиной мира понимал «совокупность предметного содержания, которым обладает человек». Вопрос о картине мира возникает в том числе из-за активного давления массовой культуры на жизнь современного человека. Это охватывает как процессы массовизации и стандартизации сознания людей, так и возможности у отдельного человека в условиях приобретения массовой культурой положения «клип-культуры» (Элвин Тоффлер), сотворить собственную картину. На это оказывают существенное влияние средства массовой коммуникации и электронные информационные системы, которые в виде отдельных, неупорядоченных отрывков фрагментов и аудиовизуальных роликов и кадров выпускают большое количество сведений, новостей и образов, воздействуя на человека, создают у него мозаичную картину мира («экран знаний» в мозаичной культуре). Так «мы не получаем готовую ментальную модель реальности, мы вынуждены постоянно формировать её и переформировывать» (Элвин Тоффлер). Всё это многообразие даёт возможность современному человеку творить и дополнять свою собственную личную картину мира.
В соответствии с этими особенностями картина мира:
- целиком определяет особый способ восприятия и истолкования событий и явлений;
- представляет собой основу мировосприятия, опираясь на которую человеческие общности и отдельные люди действуют в мире;
- имеет исторически обусловленный характер, что предполагает постоянные изменения картины мира всех её субъектов.

## Содержание понятия
Понятие «картина мира» было введено в научный оборот немецким физиком Генрихом Герцем при описании всего того многообразия, которое сложилось в ходе изучения различными исследователями объектов внешнего мира. В дальнейшем выводы Герца были уточнены Максом Планком, который дал определение физической картины мира, как «образу мира», который складывается в физической науке и представляет собой отражение тех закономерностей, которые существуют в природе. Вслед за представленной Герцем и Планком физической картины мира стали появляться описания химической, биологической, экономической, демографической, педагогической, языковой, эстетической, культурной, технической и других картин мира — в зависимости от того, от представителя какой отрасли знания это описание исходило.
Исторически, начиная с XVII века, в ходе развития культуры различные картины мира последовательно сменяли друг друга. Так, в физике произошёл переход от механической картины мира к электромагнитной, а от неё — к релятивистской. В целом можно говорить, что из всех существующих научных представлений природы о её строении и развитии, складывается естественнонаучная картина мира.
Ранней предпосылкой для понимания картины мира как реальности стало учение об эйдосах (видах, обликах) древнегреческого философа Платона; в этом учении было представлено раскрытие в человеческом сознании идеальной сущности действительности. В начале XX века вопрос о картине мира был поднят немецким философом Освальдом Шпенглером в его знаменитой работе «Закат Европы». Он считал, что «история — это образ, при помощи которого воображение человека стремится почерпнуть понимание живого бытия мира по отношению к собственной жизни». Отсюда Шпенглер не принимал традиционную историческую науку в качестве набора отрывочных сведений о прошлом, а историю как внешнюю линейнообразную схему, где происходит переход от прошлого к настоящему. В свою очередь он предложил различать научную картину природы (упорядоченная система естественных законов) и историю, понимая последнюю как существующую для современного человека в виде «некоторой излучаемой отдельным индивидуумом картины мира, в которой становление владычествует над ставшим». Шпенглер отмечал, что в представлении каждого человека «его мир есть осуществление духовной стихии», а историческая картина мира непременно нуждается в «поэтическом творчестве», что выражается в использовании всевозможных видов художественного освоения жизненного материала. Такая картина мира является особой разновидностью неточного знания, в представлении которого «каждая греческая статуя есть образ настоящей минуты». В свою очередь немецкий философ-экзистенциалист Мартин Хайдеггер под картиной мира понимал «полотно сущего в целом». Он утверждал, что мир превращается в картину лишь в Новое время, чему способствует развитие индивидуализма, а человек становится субъектом культуры. Получается, что создание картины мира является признаком того, что мир покоряется воле человека и становится объектом применения его способностей и областью его деятельности. Все стороны человеческой жизни отныне становятся точкой отсчёта для его собственной оценки окружающей действительности, а «наблюдение мира и наука о мире превращаются в науку о человеке» или в гуманизм.

## Классификации
Все картины мира можно разделить по двум основаниям:
- Степень общности. Здесь могут быть выделены:[4]
  1. всеобщая картина мира отдельного исторического периода (физика Аристотеля, физика Ньютона, теория относительности Эйнштейна)
  2. частная научная картина какой-то определённой отрасли знания (физическая, химическая, биологическая и т. д. картина мира)
  3. индивидуальная (представления о мире отдельно взятого индивида).
- Средства моделирования реальности. Здесь можно выделить мифологическую, религиозную, научную, философскую и эстетическую (художественную) картины мира, которые по своей сути являются полностью равноправными, взаимодополняющими друг друга, как и исторически относительными и изменчивыми.

По другой классификации можно выделить следующие разновидности картин мира:
- чувственно-пространственная
- духовно-культурная
- метафизическая
- физическая
- биологическая
- философская
- мифологическая
- религиозная
- идеалистическая
- материалистическая
- космоцентрическая